# Hanne Nørrisgaard
Hanne Magda Nørrisgaard er en københavnsk ejendomsmægler med nordjyske rødder. Hun er gift med Peter Norvig, der ligeledes er ejendomsmægler. Sammen har de frem til februar 2012 været franchisetagere hos Nybolig under navnet "Nybolig Hanne Nørrisgaard & Peter Norvig".
I 2001 besluttede Nørrisgaard at investere fodboldklubben Fremad Amager som hovedsponsor og blev i den forbindelse bestyrelsesformand for Fremad Amager A/S. Hun har i øvrigt selv en fortid som fodboldspiller.
I 2002 købte parret boligen Tusculum ud til Bagsværd Sø for 45 mio kr. og den blev længe betragtet som landets dyreste bolig. Parret solgte boligen igen i 2012 med et nedslag i prisen på 22,5 mio. kr. men med en pris på 45,5 mio. kr. var det stadig den dyreste bolighandel dette år. Køberen var Lars Kolind.
Under opførelsen af boligkomplekset Sadolin Parken, blev hun kritiseret for en dobbeltrolle som både medejer og ejendomsmægler i byggesagen. Dansk Ejendomsmæglerforening idømte hende en bøde på 75.000 DKK, men havde tidligere fået medhold Klagenævnet for Ejendomsformidling og ved en prøvesag i Københavns Byret, der dog er blevet anket til Østre Landsret. Samtidig har sagsøgerne startet seks nye sager ved byretten. Byretten frifandt i alle forhold, og sagsøgerne valgte at opgive ankesagerne. I 2005 modtog hun Årets Nytårstorsk fra Ekstra Bladet for sin dobbeltrolle.
Under mistanke om svindel med corona-hjælpepakker, blev Peter Norvig og Hanne Nørrisgaard anholdt 6. januar 2021.